# Bayerstraße 79
Das Gebäude Bayerstraße 79 im Stadtteil Ludwigsvorstadt der bayerischen Landeshauptstadt München wurde 1886/87 errichtet. Das Mietshaus an der Bayerstraße ist ein geschütztes Baudenkmal mit der Denkmalnummer D-1-62-000-649.
Das Mietshaus im Stil der deutschen Renaissance wurde von Alois Bischoff entworfen. Charakteristisch ist die in weiten Teilen unverputzte, reich gegliederte Fassade aus Rohbackstein.